# Träger öffentlicher Belange
Träger öffentlicher Belange, kurz TÖB, sind Verwalter öffentlicher Sachbereiche, insbesondere Behörden. Sie müssen laut Gesetz bei bestimmten (Bau-)Vorhaben angehört und einbezogen werden. Dies sind die Behörden und anderen TÖB, die im Rahmen der verbindlichen Bauleitplanung (= Bebauungsplan) von den Gemeinden gemäß § 4 des Baugesetzbuches einzuschalten sind, sofern der Aufgabenbereich der TÖB durch die Planungen der Gemeinden berührt ist. Alle Träger öffentlicher Belange haben ihre Stellungnahmen innerhalb eines Monats abzugeben und sich dabei auf ihren Aufgabenbereich zu beschränken.
Je nach Planungsumfang gehören zu den Trägern öffentlicher Belange:
- Oberste Bundes- und Landesbehörden, Bundeswehr
- Allgemeine untere Landesbehörden (Landkreise)
- Unternehmen: Energieversorger, Wasserwerke, Entsorgungsfirmen, Betreiber von Telekommunikationsnetzwerken, Post, Verkehrsbetriebe
- Träger von Feuerwehr und Rettungsdienst etc.

Umweltverbände sind formal keine Träger öffentlicher Belange, so das Bundesverwaltungsgericht 1997, sondern „außenstehende Anwälte der Natur“. Sie werden von den Planungsbehörden jedoch wie diese behandelt.